# Cooper Tire & Rubber Company
Cooper Tire & Rubber Company é uma empresa fabricante de pneus para carros e motos com sede em Findlay, no estado de Ohio, nos Estados Unidos. Atualmente fornece, com exclusividade, pneus para a categoria A1 Grand Prix.
A Cooper Tire é a 11 maior empresa de pneus do mundo em receita. A empresa comercializa as marcas Cooper, Mastercraft, Starfire, Chengshan, Roadmaster e Avon, com a venda de pneus para carros de passeio e caminhões leves em mercados de reposição, como redes de varejo de pneus e oficinas mecânicas independentes.
Roy Armes é o presidente do conselho da empresa e Diretor-Presidente da Cooper.
Em 2013 a empresa fechou um acordo de fusão com a empresa indiana, Apollo Tyres, mas rescindiram o contrato no mesmo ano.